# Companhia Siderúrgica Nacional
Pour les articles homonymes, voir CSN.
Companhia Siderúrgica Nacional (CSN) est une entreprise brésilienne de sidérurgie.

## Historique
En septembre 2021, LafargeHolcim annonce la vente de ses activités au Brésil à Companhia Siderúrgica Nacional pour 1,025 milliard de dollars. En novembre 2021, CSN annonce l'acquisition de Metalgráfica, un fabricant de canette.